# Thymus terskeicus
Thymus terskeicus — вид рослин родини глухокропивові (Lamiaceae), ендемік Киргизстану.

## Опис
Стовбурці більш-менш подовжені й повзучі, тонкі (≈ 1–1.5 мм у діаметрі). Квітконосні гілки висхідні й здебільшого сильно вигнуті, 12–20 см заввишки (ймовірно, і більші) з міжвузлями до 27 мм довжиною, запушені в суцвітті та нижче, приблизно до половини досить густими, але донизу рідіють, відстовбурченими волосками ≈ 1–1.2 мм завдовжки, а також значно коротшими (0.2–0.3 мм) вниз нахиленими або дещо відігнутими, у нижній частині запушені дуже дрібними, майже непомітними волосками. Низові листочки вузько-довгасто-еліптичні, ≈ 3–7 × 1–1.5 мм, сидячі; стеблові листки від еліптичних до довгасто-ланцетних; 7–25 × 2–5 мм, з клиноподібною основою, яка переходить у нижніх (еліптичних) листків у короткий, але досить виразний черешок, тоді як усі інші листки абсолютно сидячі, на верхівці від тупуватих до тупувато загострених, з двома-трьома парами тонких і слабо виразних бічних жилок і не дуже численними малопомітними точковими залозками, на краю біля основи з нечисленними війками до 1–1.2 мм завдовжки, на поверхні голі; середні листки з гілочками в пазухах
Суцвіття подовжене, ≈ 2.5–8.5 см завдовжки, нерозгалужене, з 3–5 розставленими кільцями; вісь суцвіття характерно пофарбована, темно-фіолетова; верхні приквіткові листки довгасто-яйцювато-ланцетні, коротші від квіток; приквітки ланцетні, густо війчасті, дрібні, значно коротші від квітконіжок; квітконіжки 2–6 мм довжиною, запушені відстовбурченими порівняно довгими, багатоклітинними та дрібними, одноклітинними волосками; чашечка при квітах вузько дзвінчата, ≈ 3–3.5 мм завдовжки, при плодах трубчасто-дзвінчата, 4–4.5 мм завдовжки, кругом відстовбурчено-волосиста; зубчики верхньої губи чашечки трикутно-ланцетні, на краю довго війчасті, крім того коротко щетинисті; віночок ≈ 4–5 мм довжиною, рожево-блідо-ліловий. Горішки майже кулясті ≈ 0.8–0.9 мм у діаметрі, коричневі. Цвіте VI–VII

## Поширення
Ендемік Киргизстану.